# François André Michaux
François André Michaux (16 de agosto de 1770, Satory, Versalles - 23 de octubre de 1855) fue un botánico francés.

## Biografía
Era hijo de André Michaux (1746-1802), botánico y explorador, y de Cécile Claye. Su madre muere poco después de su nacimiento. Adolescente, parte a EE. UU. con su padre, en 1785, par explorar recursos botánicos. Michaux padre crea el primer vivero (jardinería) en Hackensack (Nueva Jersey), New York, y un segundo en Charleston (Carolina del Sur). Y exploran juntos regiones del norte de Florida.
Deja a su padre y regresa a Francia en 1790 para estudiar medicina, en la cátedra de Jean-Nicolas Corvisart (1755-1821), futuro médico de Napoleón, y del cirujano Pierre Joseph Desault. Ya se apresta la Revolución francesa. Su padre vuelve a Francia en 1796, y parte con la expedición Baudin a las Tierras Australes en 1801, muriendo en Madagascar en 1802.
En 1801, Michaux hijo es requerido por el gobierno francés para vender las plantaciones que su padre había establecido en Nueva Jersey y en Charleston. A su retorno, en 1803, pone a punto los registros de su viaje con el título de Voyage à l'ouest des monts Alléghanys dans les États de l'Ohio, du Kentucky et du Tennessée, et retour à Charleston par les Hautes-Carolines... entrepris pendant l'an X (Levrault, Schoell et Cie, Paris, año XII (1804) ; traducido en inglés y en alemán en 1805).
En 1805, publica Mémoire sur la naturalisation des arbres forestiers de l'Amérique septentrionale (Levrault, Schoell et Cie, Paris, año XIII, 1805). Al año siguiente, está a cargo por el gobierno de determinar aquellas especies estadounidenses aclimatables a Europa y parte en un tercer viaje.
En ruta a Charleston, es prisionero de un navío británico, mas, en la escala en Bermudas, puede circular libremente en la "isla San Jorge". Liberado, lo envían a Francia, escribiendo Notice sur les Îles Bermudes, et particulièrement sur l’Île Saint-Georges.
De 1810 a 1813 publica, Histoire des arbres forestiers de l'Amérique septentrionale, considérés principalement sous les rapports de leur usage dans les arts et de leur introduction dans le commerce (L. Haussmann & d'Hautel, Paris) traducido en 1818-1819 The North American Sylva, or a Description of Forest Trees of the United States, Canada, and Nowa Scotia, Considered Particularly with Respect to Their Use in the Arts and Their Introduction into Commerce.
Michaux deviene administrador de la "Sociedad Central de Agricultura" (hoy Academia de Agricultura de Francia) de 1820 a 1855. Se encarga de crear un arboretum en el Castillo de Harcourt (Eure). Corresponsal de la Academia de Ciencias, recibe la orden de la Legión de Honor.
Fue Alcalde de Vauréal (Val-d'Oise), fallece en su propiedad en 1855, legando su fortuna a la "Sociedad Filosófica Estadounidense de Filadelfia".

## Fuente
- Keir B. Sterling , Richard P. Harmond, George A. Cevasco & Lorne F. Hammond (dir.) 1997. Biographical dictionary of American and Canadian naturalists and environmentalists. Greenwood Press (Westport) : xix + 937 pp.
- André Michaux : le laboureur et l'explorateur, Régis Pluchet, en Hommes et Plantes, Hiver 2005, París.
- François-André Michaux : l'homme des arbres, Régis Pluchet, en Hommes et Plantes, Automne 2007, París.
- André Michaux International Society : http://www.michaux.org/

- La abreviatura «F.Michx.» se emplea para indicar a François André Michaux como autoridad en la descripción y clasificación científica de los vegetales.[1]